# Junghans
Junghans Uhren GmbH es un fabricante alemán de relojes. La empresa está ubicada en el distrito de Rottweil, en la localidad de Schramberg, Baden-Wurtemberg, al suroeste de Alemania.
En 1903, Junghans era la fábrica de relojes más grande del mundo y en 1956 era el tercer fabricante de cronómetros, solo por detrás de Rolex y de Omega. A comienzos del siglo XXI, la empresa era propiedad del empresario y político local Hans-Jochem Stein (CDU).

## Historia

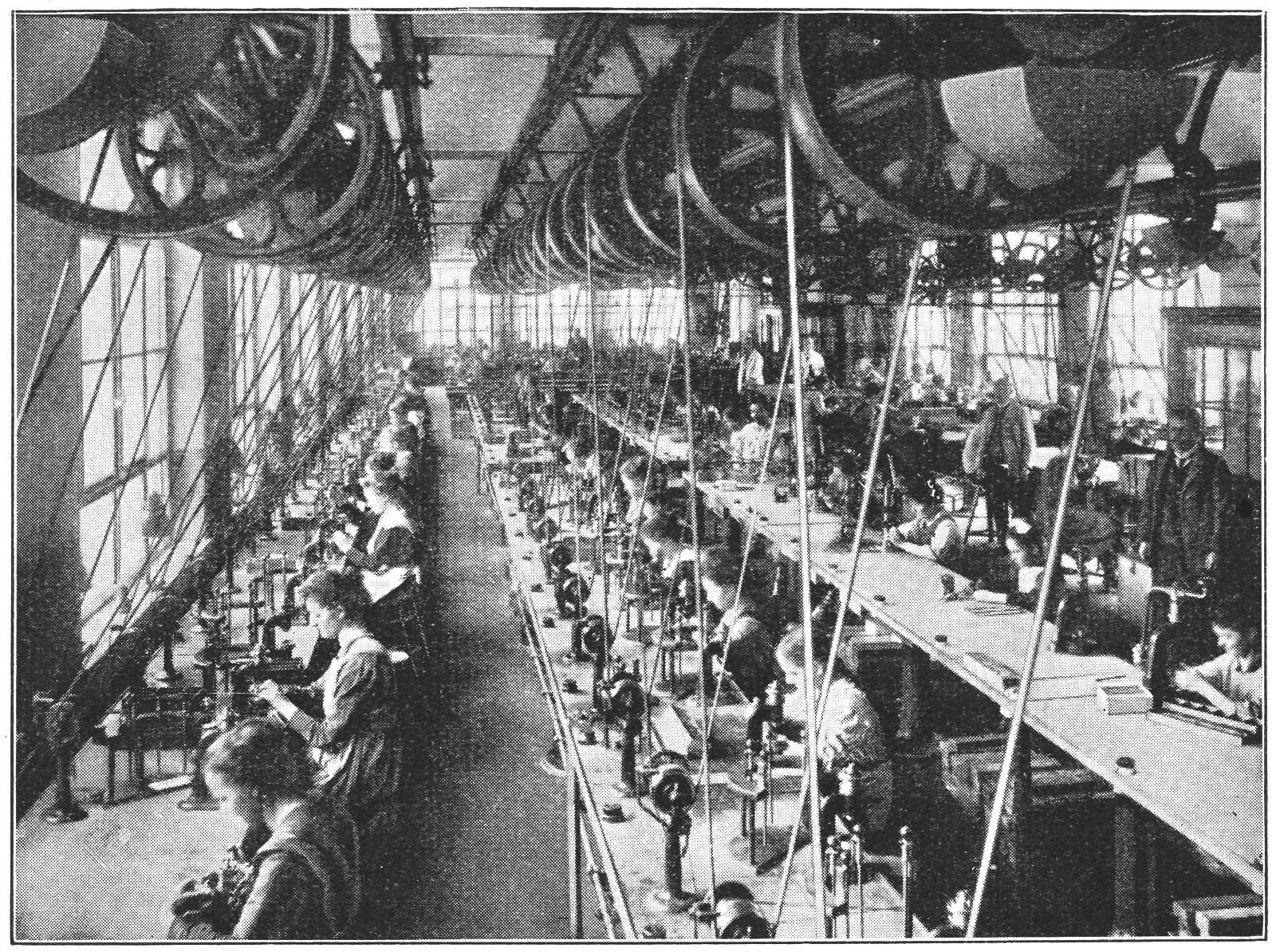
La fábrica de Junghans en 1925

El 15 de abril de 1861, Erhard Junghans creó la empresa Junghans und Tobler junto con su cuñado Jakob Zeller-Tobler en Schramberg. En 1866, poco antes de que Erland Junghans muriera y su esposa se hiciera cargo de la empresa, aparecieron los primeros relojes Junghans. La sucedieron sus hijos, Erhard Jr. y Arthur, el último de los cuales pasó mucho tiempo en los Estados Unidos, donde aprendió técnicas de producción estadounidenses innovadoras que permitieron a la empresa comercializar relojes populares y asequibles para el público alemán. Estados Unidos también fue la inspiración para la estrella de cinco puntas como logotipo de Junghans, que pronto sería reemplazada por una estrella de ocho puntas, destinada a simbolizar una rueda dentada, que todavía está en uso. En el año 1903, Junghans tenía la mayor fábrica de relojes del mundo, con más de 3.000 empleados.
La empresa comenzó a producir relojes de pulsera en 1927 y, durante las décadas siguientes, creó relojes para el mercado civil y para la fuerza aérea alemana. A partir de la década de 1950, el diseñador Max Bill, formado en la Escuela de la Bauhaus, creó productos para la empresa, en particular el "Reloj de cocina con temporizador" en forma de lágrima, que se puede encontrar en la colección del MoMA, al que siguió una serie de relojes cuyo lanzamiento comenzó en 1961. La relación entre Junghans y Bill duró muchos años, y la compañía ha seguido lanzando nuevos modelos basados en su trabajo. Muchos de los relojes más vendidos de la compañía en la actualidad se basan en los diseñados por Bill.
La empresa actuó como cronometrador oficial de los Juegos Olímpicos de 1972 en Múnich. A finales de los años 1980, Junghans introdujo el primer reloj controlado por radio en el mercado mundial. En 1990, apareció el primer reloj de pulsera radiocontrolado, llamado MEGA 1, diseñado por Hartmut Esslinger y su empresa Frog Design. En 1995 presentó un reloj con energía solar equipado con una carcasa de cerámica. Junto con la empresa japonesa Seiko, Junghans desarrolló un reloj de pulsera con orientación global, que ajusta automáticamente la hora local en los respectivos husos horarios.
Junghans era propiedad de Egana Goldpfeil de Hong Kong desde los años 1990. En 2008, Egana Goldpfeil y Junghans quebraron. El empresario y político de Schramberg, Hans-Jochem Stein, adquirió la empresa, que entonces contaba con 85 empleados.

## Industria de Defensa Junghans
Junghans Microtec GmbH era una división de Junghans Uhren GmbH fundada a mediados de los años 1980, que se escindió formalmente en una entidad jurídica separada en 1999 y produce tecnología de espoletas para artillería, morteros, carros de combate, granadas antitanque y misiles de crucero. Junghans Microtec está situado en la pequeña localidad de Dunningen-Seedorf, cerca de Schramberg. El pequeño tanque alemán Wiesel utiliza el fusible Junghans MFZ/M como estándar.
Según filtraciones a la prensa, las instalaciones de producción de Junghans Microtec GmbH estarían en peligro en caso de ataques terroristas.

## Relojes Junghans (Galería)

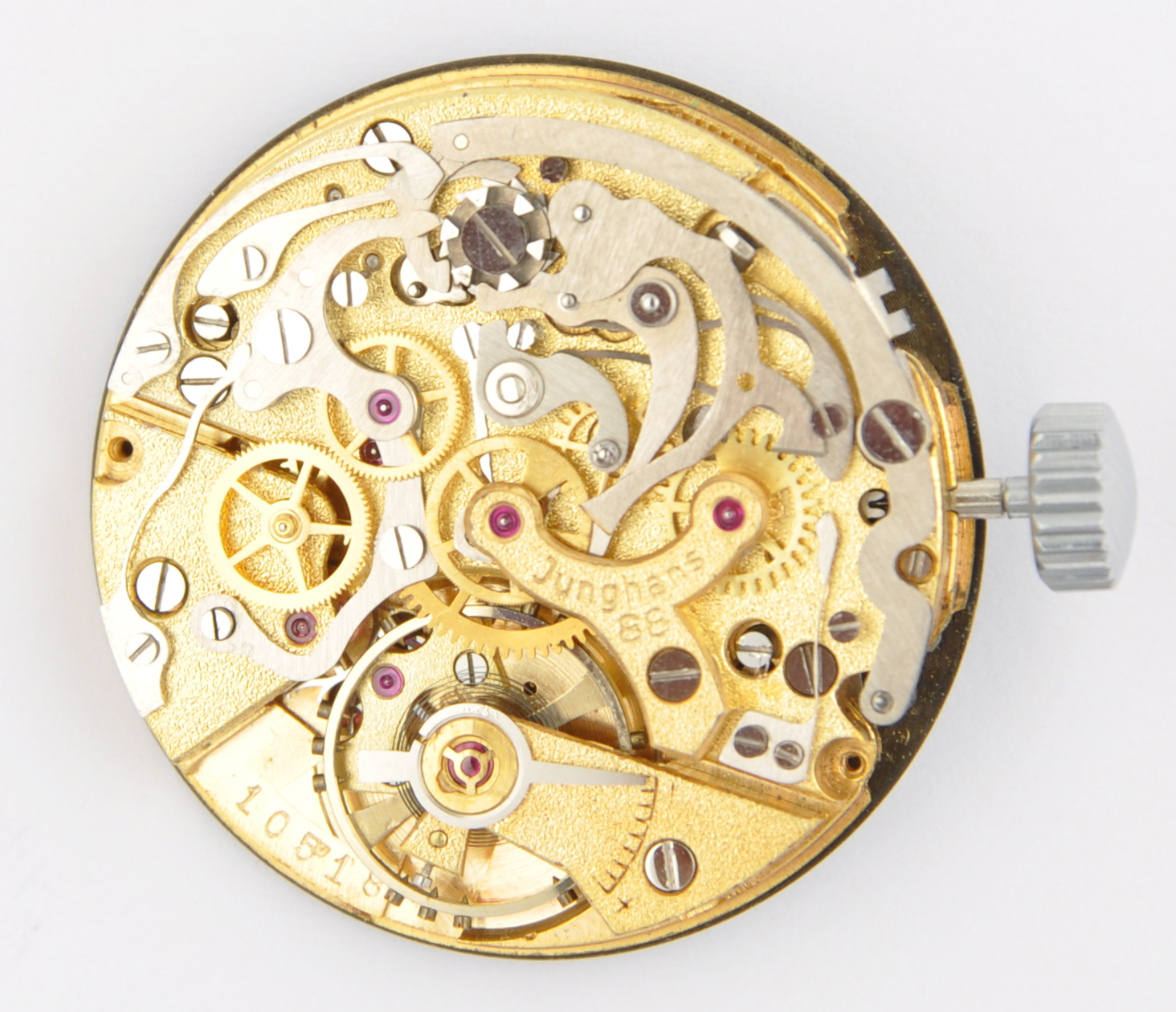
Reloj de bolsillo, Kaliber J88, desarrollado en 1946
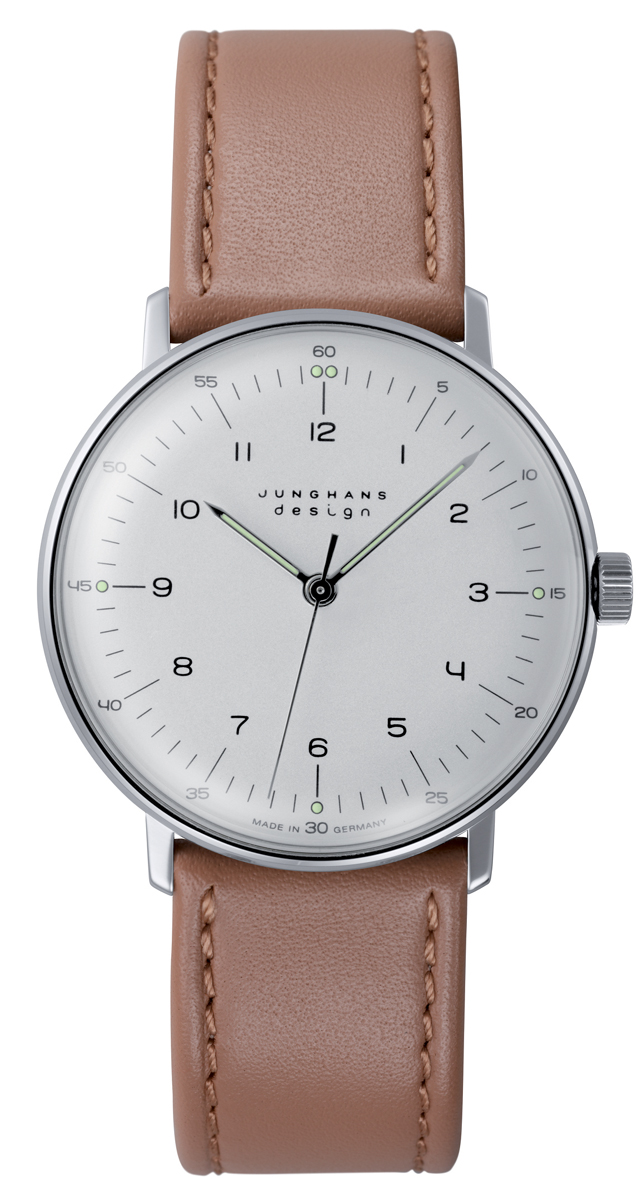
Reloj de pulsera, diseñado por Max Bill, 1961
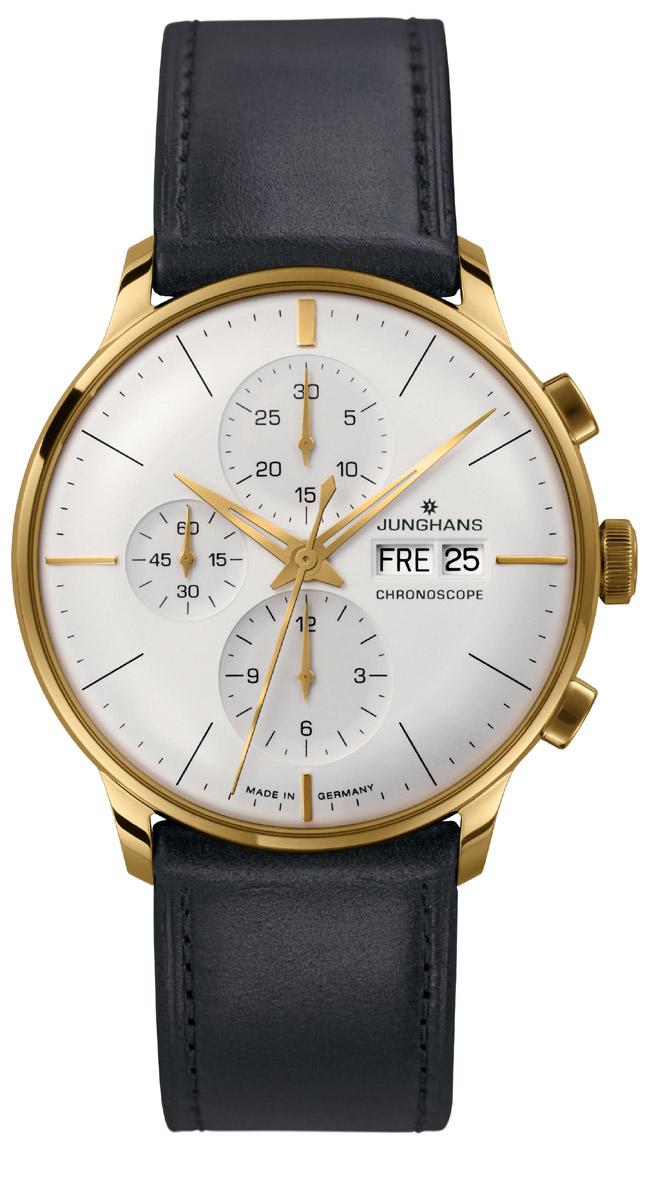
Modelo Aniversario, Meister Chronoscope, 2011
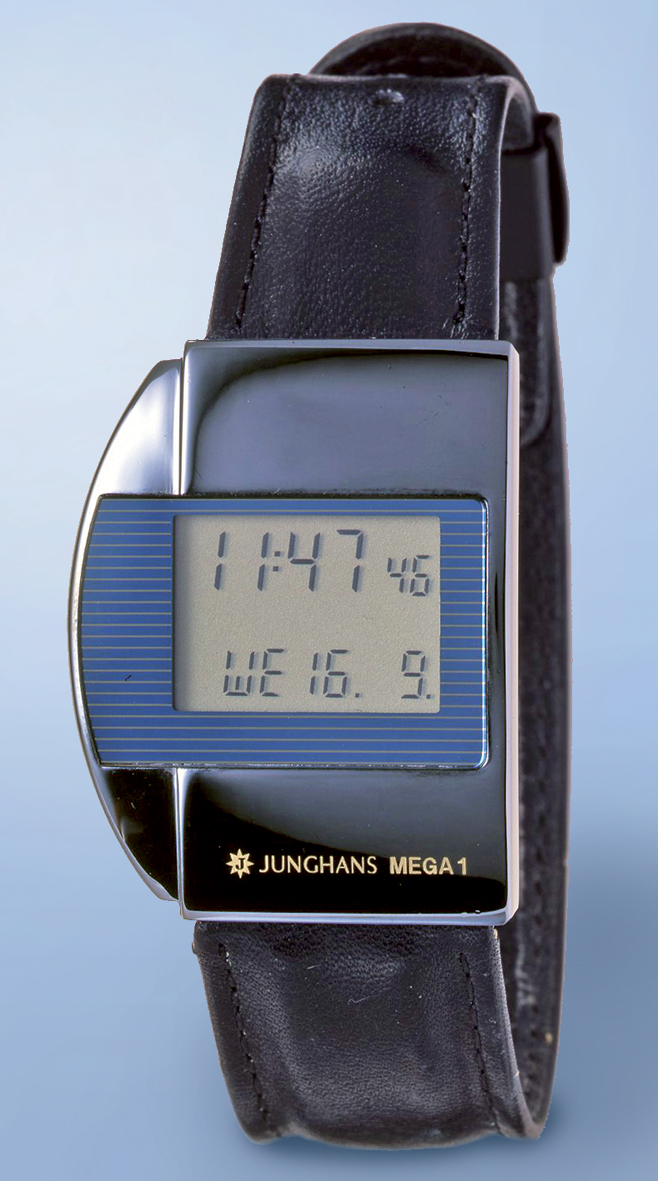
Primer reloj radiocontrolado del mundo (digital), Junghans Mega 1, 1990
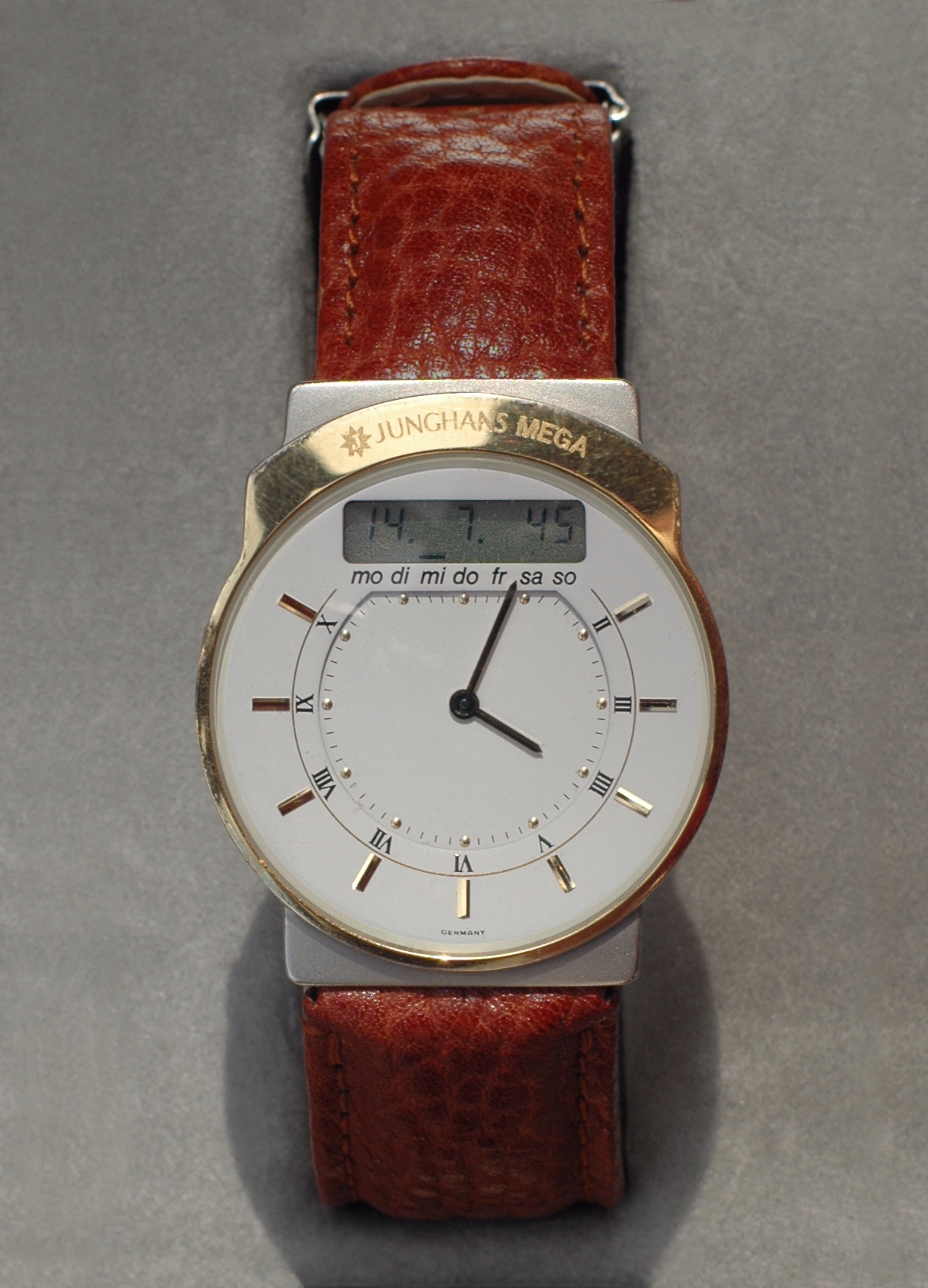
El primer reloj de pulsera radiocontrolado del mundo (analógico), Junghans Mega, 1991
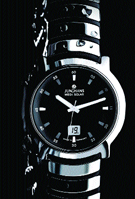
Reloj solar radiocontrolado, Junghans Mega Solar Ceramic, 1995
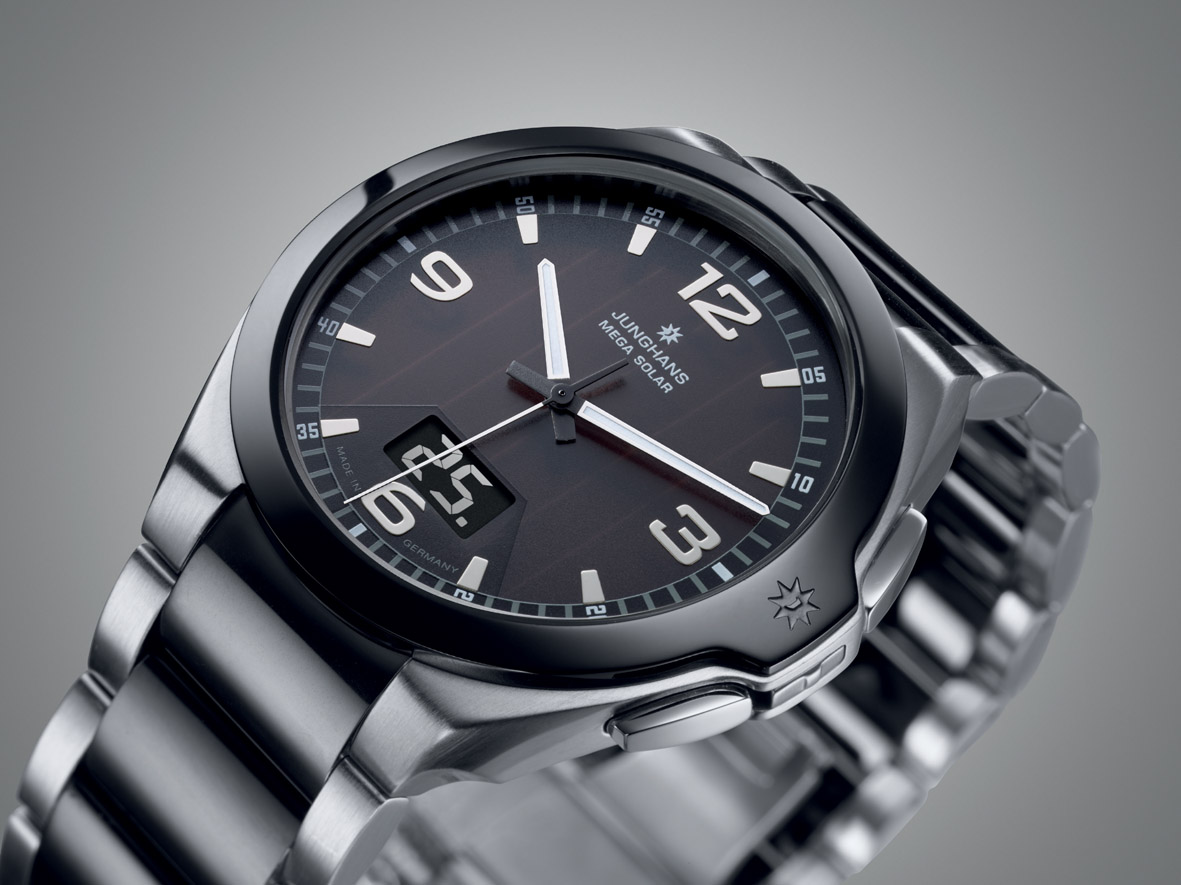
Reloj solar radiocontrolado de multifrecuencia, Spektrum, 2011
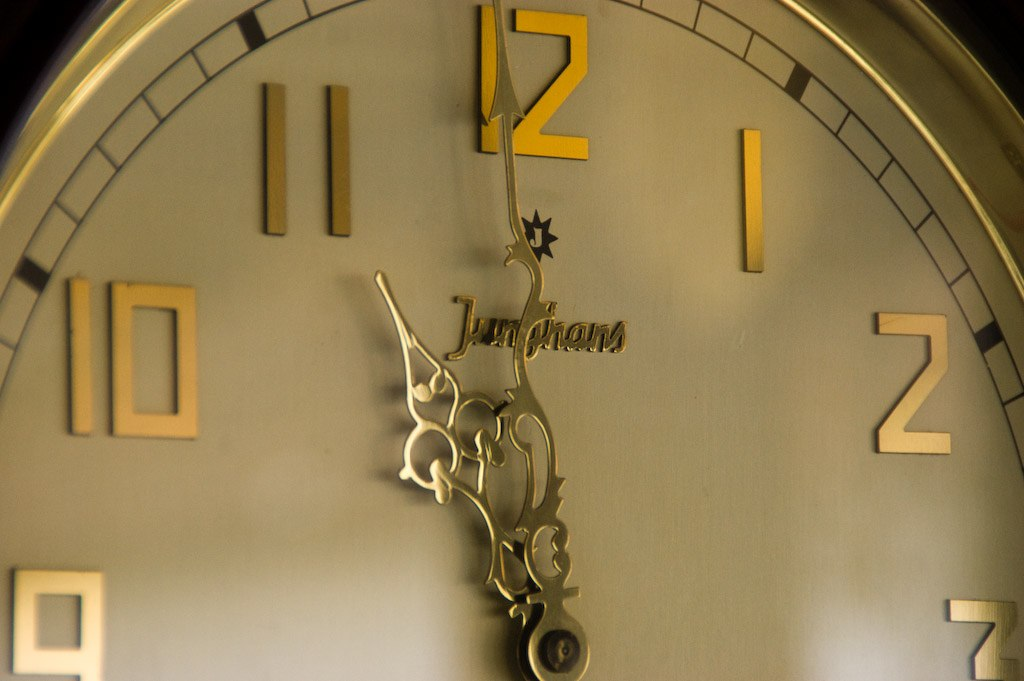
Junghans en el palacio del sultán de Yogyakarta
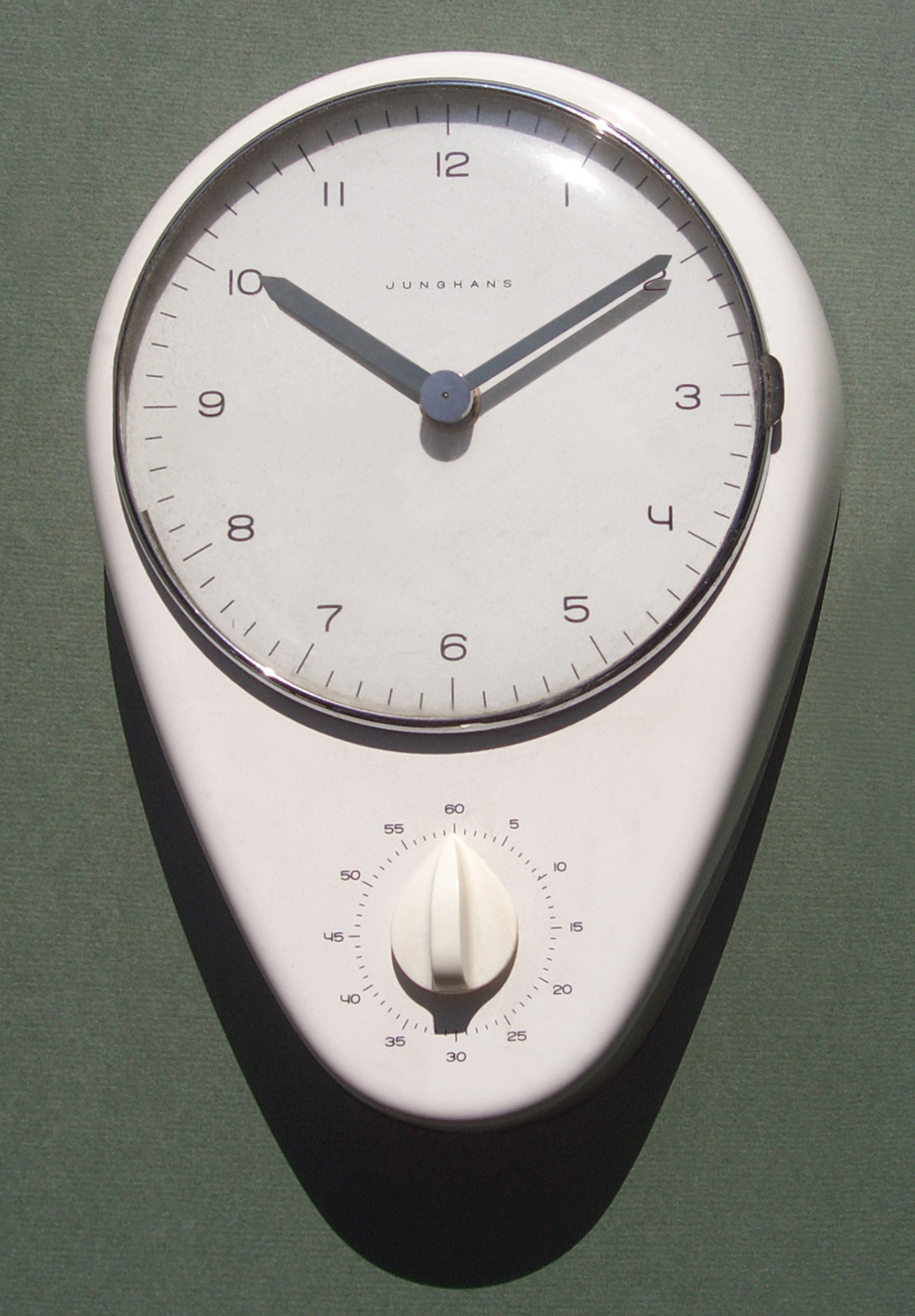
Reloj de cocina, diseñado por Max Bill, 1956
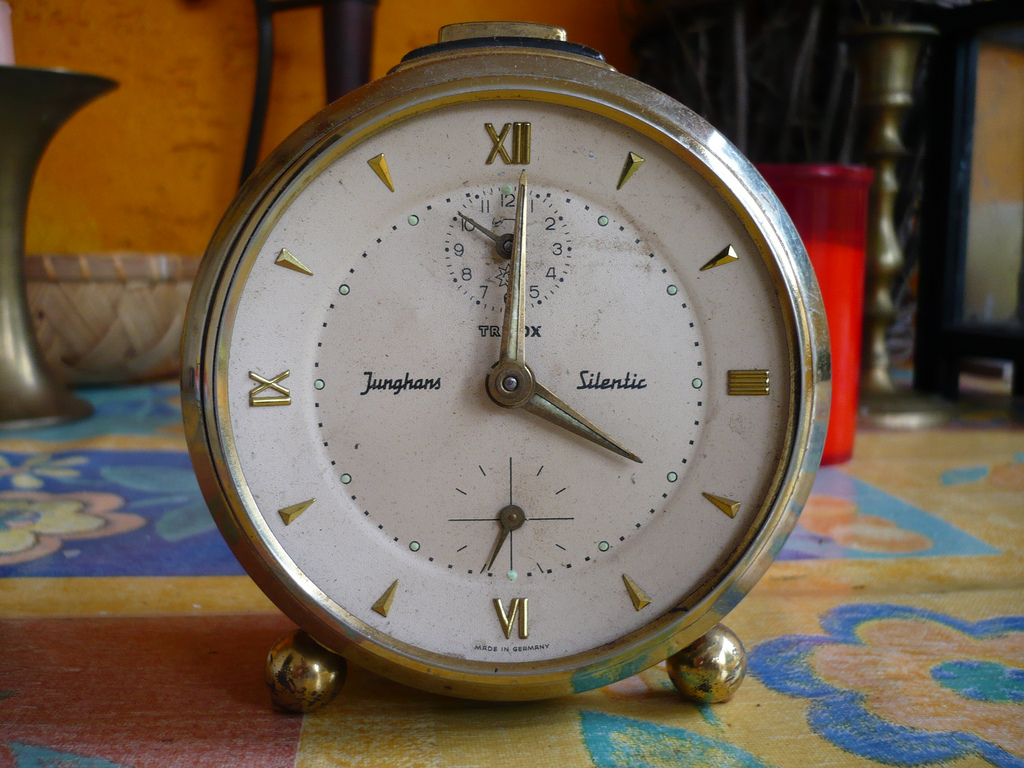
Trivox Silentic
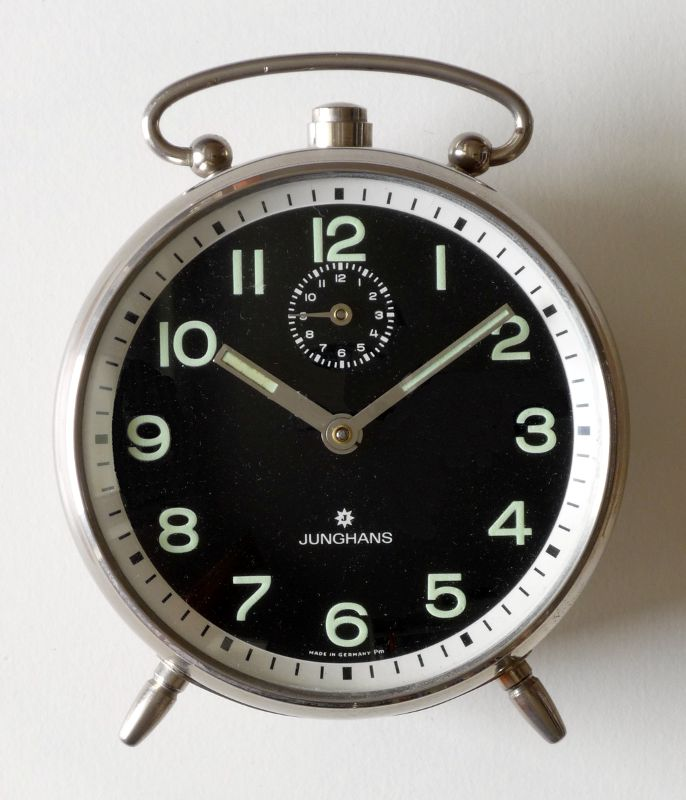
Despertador mecánico de principios de los años 1970
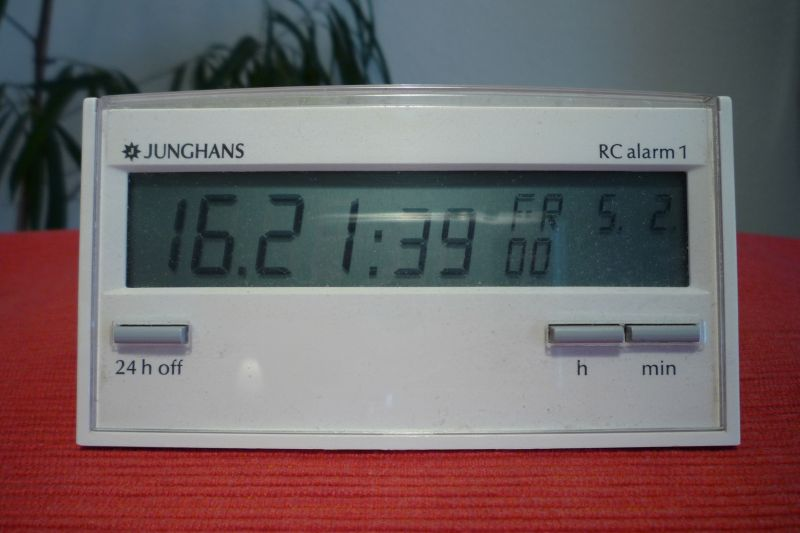
Uno de los primeros relojes despertadores digitales fabricado por Junghans